# Forster Teich
Forster Teich är en sjö i Österrike.   Den ligger i förbundslandet Steiermark, i den östra delen av landet, 160 km söder om huvudstaden Wien. Forster Teich ligger 354 meter över havet.
Omgivningarna runt Forster Teich är en mosaik av jordbruksmark och naturlig växtlighet. Runt Forster Teich är det ganska tätbefolkat, med 104 invånare per kvadratkilometer.